# Moina Mathers
Moina Mathers, nascida Mina Bergson, em Genebra, Suíça (28 de fevereiro de 1865 - 25 de julho de 1928), foi uma teatróloga e ocultista, na virada do Século XX.
Moina pertencia a uma talentosa família de judeus poloneses (por linha paterna) e de anglo-franceses (por linha materna). Seu irmão, o filósofo francês Henri Bergson, foi o primeiro homem de ascendência judaica a ser agraciado com o Prêmio Nobel de Literatura , em 1927.
Contudo, ela é mais conhecida por seu casamento com o ocultista inglês, Samuel Liddell MacGregor Mathers, um dos fundadores da Ordem Hermética da Aurora Dourada (Golden Dawn), criada em 1888, um ano após Moina e Mathers se haverem conhecido em Londres, quando ela estudava no British Museum.
Moina tornou-se o primeiro iniciado da nova Ordem, adotando o nome místico de Vestigia Nulla Restrorsum, que significa "eu não deixo rastros". No ano seguinte (1890), os dois se casaram e, em março de 1899, realizaram os ritos da deusa egípcia Ísis, no palco do Théâtre de la Bodinièr, em Paris.
Após o falecimento de Mathers, em 1918, ela assumiu o comando da "Alpha et Omega" (Ordem iniciática que seu esposo havia criado, após um conflito interno na Golden Dawn), dirigindo-a na condição de "Imperatrix", até à sua morte.